# Koncert klarnetowy (KV 622)
Koncert klarnetowy A-dur (KV 622) – koncert na klarnet z towarzyszeniem orkiestry, skomponowany przez W.A. Mozarta w październiku 1791 w Wiedniu. Zadedykowany klarneciście Antonowi Stadlerowi. Prapremiera odbyła się w Pradze 16 października 1791.

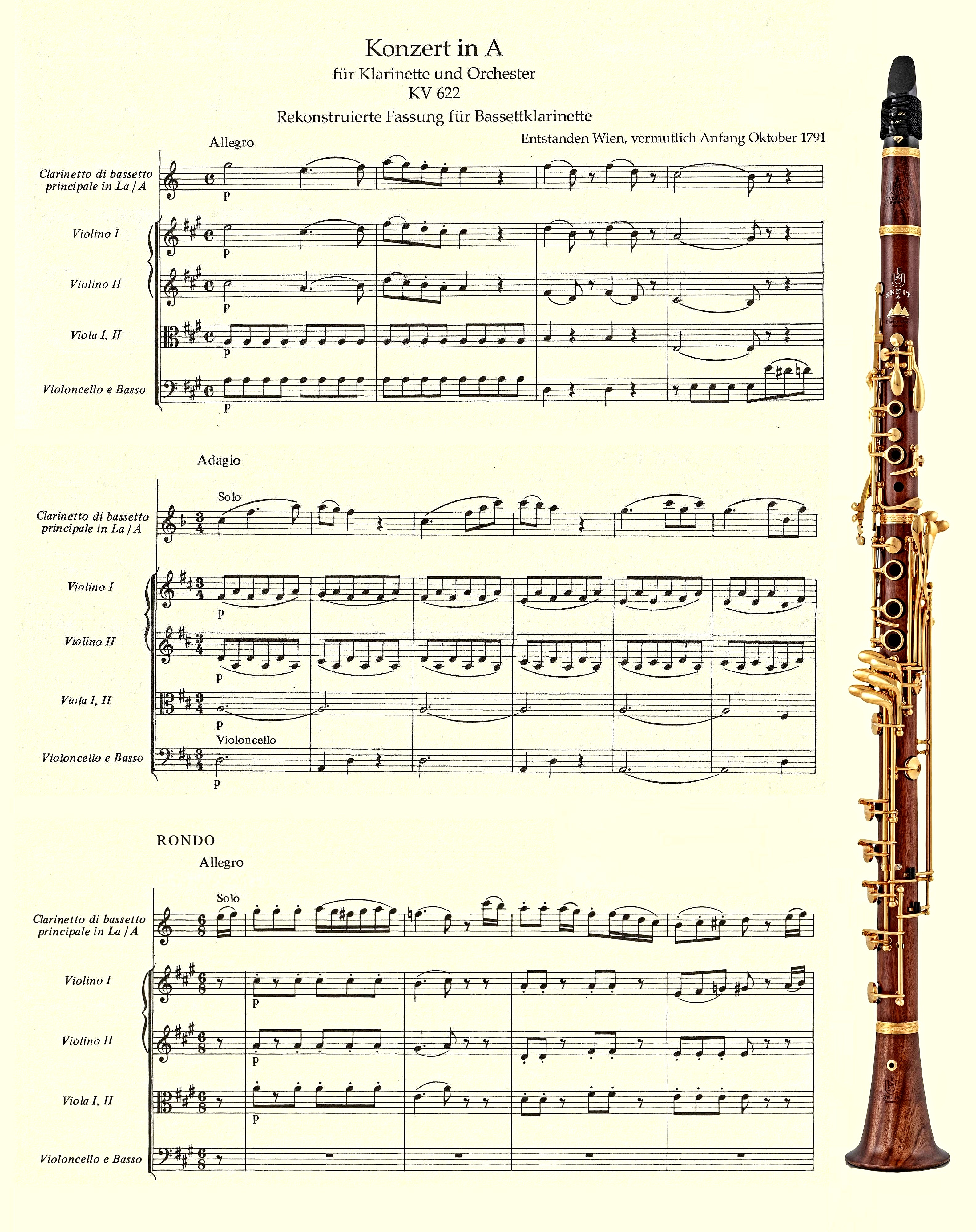
Partytura z początkami 3 części; klarnet basetowy po prawej stronie

## CzęściKoncertu
1. Allegro
2. Adagio
3. Rondo: Allegro

## Utwór

### Część pierwsza:Allegro
- W przypadku problemów z odtwarzaniem zobacz instrukcję obsługi

### Część druga:Adagio
- W przypadku problemów z odtwarzaniem zobacz instrukcję obsługi

### Część trzecia:Rondo: Allegro
- W przypadku problemów z odtwarzaniem zobacz instrukcję obsługi

## Filmografia
Fragmenty koncertu zostały wykorzystane w następujących filmach:
- The Benny Goodman Story (1956)
- Breathless (1960)
- Padre Padrone (1977)
- American Gigolo (1980)
- Out of Africa (1985)
- Green card (1991)
- Eye for an eye (1996)
- The Transporter (2002)
- Dialogue avec mon jardinier (2007)
- 27 Dresses (2007)
- Hellboy II: The Golden Army (2008)
- La Vie d'Adèle (2013)